# Lunar Jetman
Lunar Jetman è un videogioco sparatutto a scorrimento orizzontale sviluppato e pubblicato nel 1983 dalla software house inglese Ultimate Play the Game per gli home computer ZX Spectrum e BBC Micro. Rappresenta il seguito di Jetpac e il secondo capitolo della serie Jetman e vede il protagonista omonimo tentare di distruggere le basi di una razza aliena ostile e difendere così la Terra.
Alla sua uscita, il titolo venne accolto in maniera entusiasta dalla critica e apprezzato per il gameplay assuefacente e i numerosi colori utilizzati. Ad esso seguì Solar Jetman: Hunt for the Golden Warpship, uscito per NES nel 1990. Venne incluso nel 2015 nell'antologia restrospettiva della Rare per Xbox One Rare Replay.